# Stockholm (album de Chrissie Hynde)
Pour les articles homonymes, voir Stockholm (homonymie).
Stockholm est le premier album studio de Chrissie Hynde, sorti le 10 juin 2014.
On y trouve la participation de Neil Young et de l'ancien joueur de tennis John McEnroe, à la guitare, sur le titre Down the Wrong Way.

## Liste des titres
| No  | Titre                    | Auteur                        | Durée |
| --- | ------------------------ | ----------------------------- | ----- |
| 1.  | You or No One            | Chrissie Hynde, Björn Yttling | 3:40  |
| 2.  | Dark Sunglasses          | C. Hynde, B. Yttling          | 3:05  |
| 3.  | Like in the Movies       | C. Hynde, Joakim Åhlund       | 3:16  |
| 4.  | Down the Wrong Way       | C. Hynde, B. Yttling          | 3:37  |
| 5.  | You're the One           | C. Hynde, B. Yttling          | 2:50  |
| 6.  | A Plan Too Far           | C. Hynde, B. Yttling          | 3:13  |
| 7.  | In a Miracle             | C. Hynde, B. Yttling          | 3:59  |
| 8.  | House of Cards           | C. Hynde, B. Yttling          | 3:51  |
| 9.  | Tourniquet (Cynthia Ann) | C. Hynde, B. Yttling          | 2:41  |
| 10. | Sweet Nuthin'            | C. Hynde, B. Yttling          | 3:00  |
| 11. | Adding the Blue          | C. Hynde, J. Åhlund           | 4:38  |